# Kirche Theuma

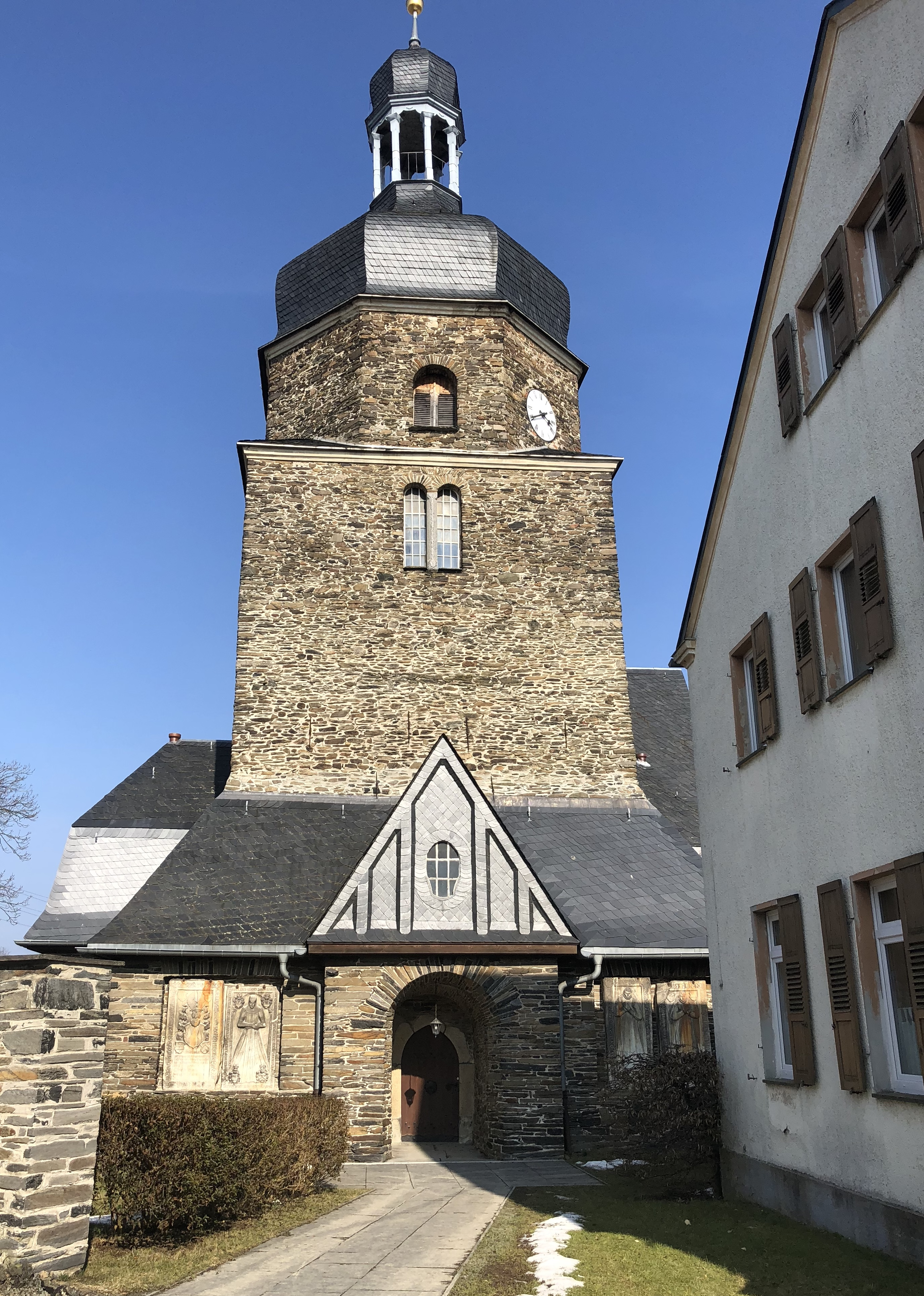
Maria-Magdalena-Kirche 25.3.2018

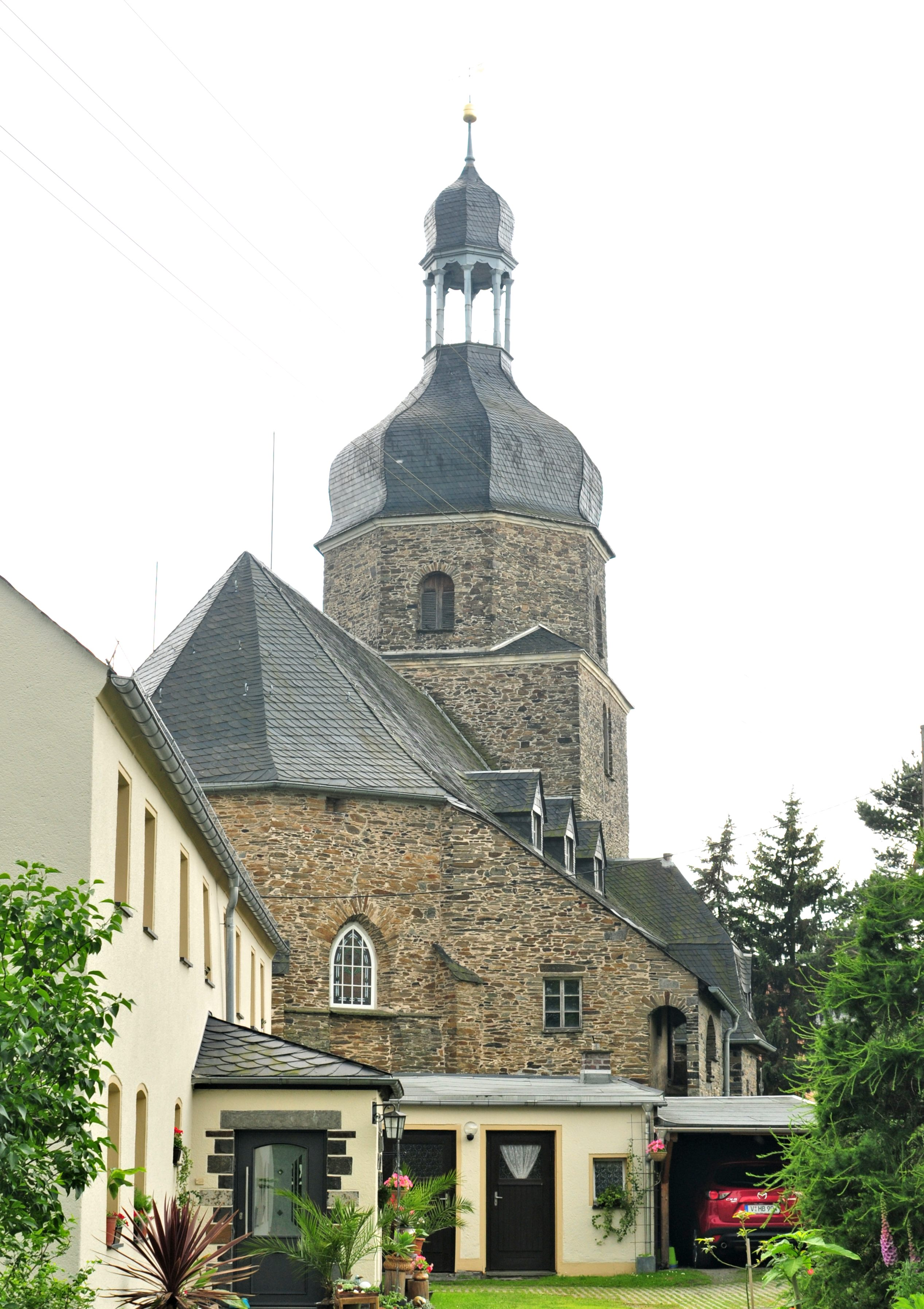
Ansicht von Osten

Die evangelische Kirche Theuma (auch St. Maria Magdalenen) ist eine im Kern gotische, vielfach erneuerte Saalkirche in Theuma im Vogtlandkreis in Sachsen. Sie gehört zur Kirchengemeinde Theuma-Altensalz im Kirchgemeindebund Plauen des Kirchenbezirks Vogtland in der Evangelisch-Lutherischen Landeskirche Sachsens.

## Geschichte und Architektur
Die mehrfach gegliederte Saalkirche wurde um 1400 durch den Deutschen Orden erbaut und 1647 umgebaut. Der Turm wurde 1668 abgetragen und bis zum Jahr 1671 erneuert. Restaurierungen wurden in den Jahren 1834 innen, 1911 mit einer Erweiterung um mehrere Anbauten an der Nord- und Südseite sowie 1955–57 durchgeführt. Das Bauwerk ist ein Bruchsteinbau mit eingezogenem Chor und Dreiachtelschluss sowie Strebepfeilern. An der Westseite steht der Turm über einem quadratischen Grundriss, der im Obergeschoss oktogonal und mit welscher Haube und Laterne abgeschlossen ist.
Der Saal ist mit einer Balkendecke gedeckt, ein gedrückter Spitzbogen vermittelt zum Chor mit einem tiefen Stichkappentonnengewölbe. Der Raum ist von umlaufenden Emporen umgeben, die an der Nord- und Südseite des Saales zweigeschossig gebildet sind, im Chor mit einer Patronatsloge derer von Seydewitz, datiert auf das Jahr 1655. Die reizvolle Bemalung der Emporenbrüstungen im Chor stammt aus dem Jahr 1669, im Saal von 1721 mit Szenen aus dem Alten und Neuen Testament.

## Ausstattung
Das Hauptstück der Ausstattung ist ein spätgotischer Schnitzaltar mit wertvollen Gemälden, der sogenannte Magdalenenaltar, der von einem Vogtländer Meister geschaffen und auf 1512 datiert wurde, vergleichbar mit dem in der Kirche Thossen. Er wurde im Jahr 1834 restauriert, das Gesprenge ist verloren. In der Predella ist ein Relief der Fußwaschung, seitlich gemalte Darstellungen der Heiligen Helena und Elisabeth zu sehen. Im Schrein ist eine Noli-me-tangere-Darstellung, auf den Flügeln die Auferweckung des Lazarus und die Himmelfahrt der Maria angeordnet. Die erste Wandlung zeigt gemalte Darstellungen der Verkündigung, der Geburt, des Streits von Joachim und Ruben vor einem Hohenpriester, Anna und Joachim unter der Goldenen Pforte, die Verkündigung an Joachim, Maria im Tempel, die Heimsuchung und die Anbetung der Heiligen Drei Könige. Die zweite Wandlung ist mit Darstellungen der Geißelung und der Kreuztragung sowie der Dornenkrönung und der Kreuzigung versehen. Auf der Rückseite des Schreins findet sich eine stark überarbeitete Darstellung des Schmerzensmanns, auf der Predella das Schweißtuch der Heiligen Veronika mit dem Sakramentsschrein im Tuch.
Die barocke, reich verzierte Kanzel aus Eichenholz wurde 1706 von Johannes Englart und Eva Schneider geschaffen, ein barocker Taufstein im 18. Jahrhundert. Ein unterlebensgroßer Kruzifixus ist ein Werk des 15. Jahrhunderts.
Die Orgel war ein Werk von Carl Eduard Jehmlich aus dem Jahr 1886 mit heute 16 Registern auf zwei Manualen und Pedal, das von Schuster Orgelbau unter Verwendung des alten Pfeifenwerks in den Jahren 1971–75 erneuert wurde.
An der Außenseite der Kirche sind folgende gut erhaltene Grabplatten aus Sandstein und Marmor angebracht:
- Margareta Rabin (Rabe), geb. von Wolffersdorf († 1567) mit einer von einem Engel gehaltenen Inschrifttafel
- Adam von Tettau († 1579), eine bäuerliche Arbeit mit einer Darstellung von Vergänglichkeit und Wiederauferstehung,
- Wilhelm von Tettau († 1584), eine bäuerliche Arbeit,
- Hans Friedrich von Tettau († 1586), jeweils mit Wappen und Ranken,
- Anna Maria von Tettau († 1587) mit ganzfiguriger Darstellung der Verstorbenen,
- ebenso für Katharina von Tettau († 1592)
- und eine weitere Katharina von Tettau, der Gattin des Wilhelm von Tettau († 1595).